# Jacob Winroth
Jacob Winroth (tidigare Wingroth), född 13 oktober 1765 i Sankt Nikolai församling i Stockholm, död 23 oktober 1845 i Piteå, var en svensk ämbetsman.
Han var son till tullvaktmästaren Eric Wingroth och Ulrica Holm samt gift med Gustafva Wilhelmina Hallberg.
Winroth var kammarskrivare och senare kamrer vid Tullverket i Stockholm samt blev slutligen  kammarrättsråd. Han var amatörorganist och invaldes som ledamot nummer 171 i Kungliga Musikaliska Akademien den 28 december 1796.
Efter en rättssak 1841 rörande redovisningen vid Tullmyndigheten några år tidigare, ("Tullbalansen"), där Winroth pekats ut som delansvarig, flyttade han till sin son Carl August i Piteå där han ägnade sin sista tid åt att undervisa i musik.